# 18568 Thuillot
18568 Thuillot este un asteroid din centura principală de asteroizi.

## Descriere
18568 Thuillot este un asteroid din centura principală de asteroizi. A fost descoperit pe 3 octombrie 1997 la Caussols, în cadrul proiectului ODAS. Asteroidul prezintă o orbită caracterizată de o semiaxă mare de 3,13 ua, o excentricitate de 0,07 și o înclinație de 21,8° în raport cu ecliptica.